# (7389) Michelcombes
(7389) Michelcombes est un astéroïde de la ceinture principale.

## Description
(7389) Michelcombes est un astéroïde de la ceinture principale. Il fut découvert le 17 octobre 1982 à la station Anderson Mesa par Edward L. G. Bowell. Il présente une orbite caractérisée par un demi-grand axe de 2,26 UA, une excentricité de 0,22 et une inclinaison de 4,3° par rapport à l'écliptique.